# Národní park Algeti
Národní park Algeti (gruzínsky: ალგეთის ეროვნული პარკი, algetis erovnuli parki) je chráněné území v jihovýchodní části Gruzie. Leží v regionu Kvemo Kartli kolem města Tetri Ckaro, asi 60 kilometrů jihozápadně od hlavního města Tbilisi.
Národní park se rozepíná podél údolí řeky Algeti na zalesněných svazích Trialetského hřbetu, s jeho nejvyšším vrcholem Kldekari, který se tyčí 2 000 nad úrovní mořské hladiny. Park byl založen sovětskou vládou v roce 1965 jako státní rezervace na ochranu jedle kavkazské a smrku východního. V roce 2007 se z rezervace stal národní park.